# Eucephalus engelmannii
Eucephalus engelmannii là một loài thực vật có hoa trong họ Cúc. Loài này được (D.C.Eaton) Greene mô tả khoa học đầu tiên năm 1896.